# Свободный (Кадомский район)
Свободный — поселок в Кадомском районе Рязанской области. Входит в Восходское сельское поселение.

## География
Находится в восточной части Рязанской области на расстоянии приблизительно 24 км на запад по прямой от районного центра поселка Кадом.

## История
Поселок был основан в 1928 году жителями села Полтевы Пеньки (ныне Восход).

## Население
| 1984 | 2010 | 2023 |
| ---- | ---- | ---- |
| 40   | ↘7   | →7   |

Численность населения: 178 человек (1930 год), 20 в 2002 году (русские 100 %), 7 в 2010.